# Deliciosa sinvergüenza
Deliciosa Sirvengüenza é um filme de comédia mexicano de 1990, dirigido por René Cardona, Jr. e protagonizado por Lucero. Este seria o último filme em que Lucero protagonizaria até 2004 com Zapata: El Sueño del Héroe.

## Sinopse
Lucerito (Lucero) é uma ladra profissional que para fugir da polícia, usa inúmeros disfarces.

## Elenco
- Lucero: Lucerito
- Pablo Ferrel: Agente 41
- Pedro Romo: Agente 42
- Paco Ibañéz: Agente 43
- Norma Lazareno: Madre superiora
- Elvira de la Fuente: Irmã Luna

## Trilha sonora
Boa parte das músicas do filme se encontra no álbum Cuéntame de Lucero, lançado em 1989.